# Internationale (lied)

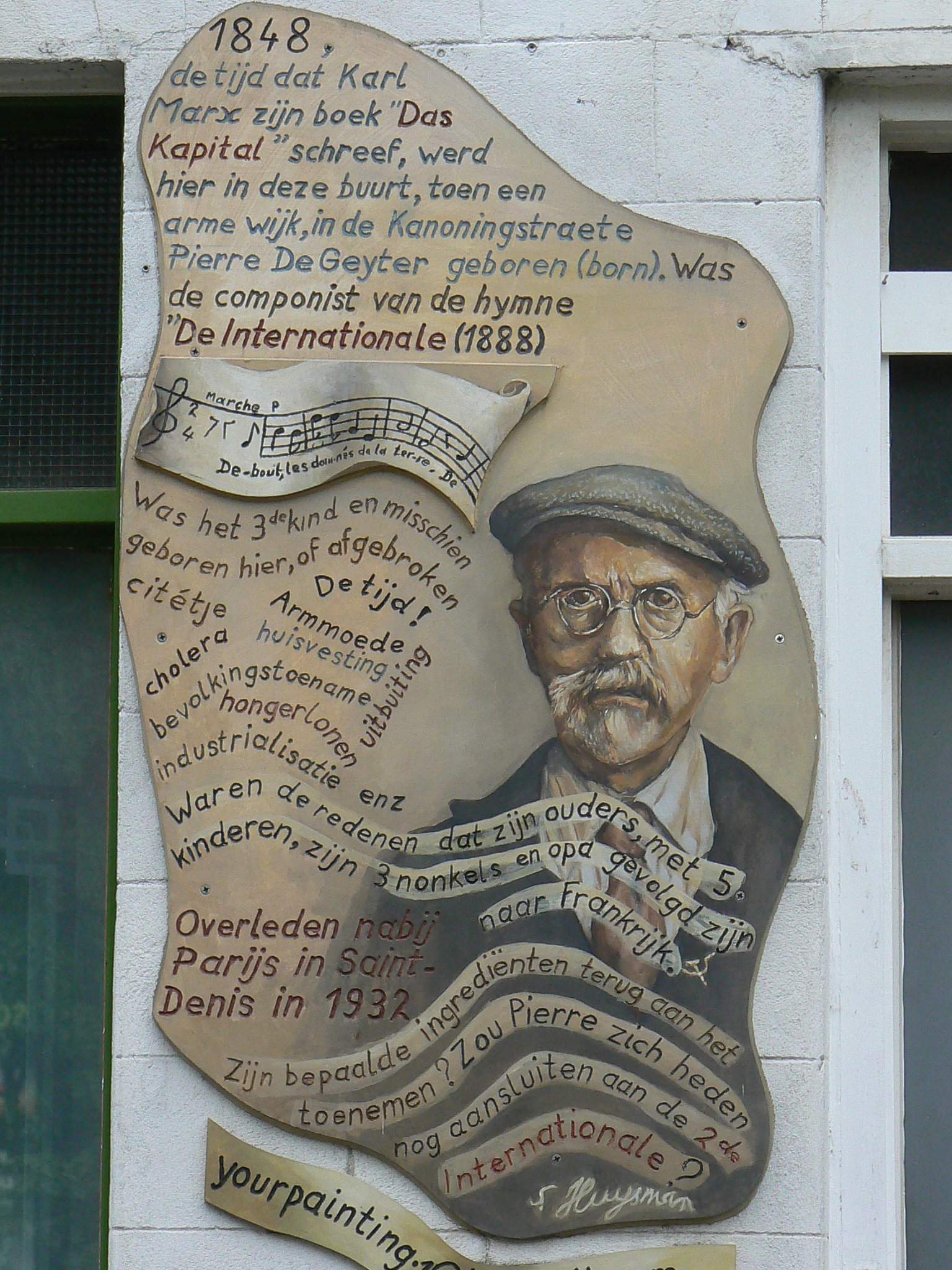
Pierre De Geyter

De Internationale is een strijdlied van de arbeidersbeweging, gecomponeerd door Pierre De Geyter, dat door de Tweede Internationale in 1892 als officieel strijdlied van de beweging werd geproclameerd. Tot 1944 was het ook het volkslied van de Sovjet-Unie.

## Tekst
De oorspronkelijke tekst van het strijdlied De Internationale komt van de "Franse communard" Eugène Pottier. Na de nederlaag van de Parijse Commune, had hij het land moeten verlaten. In 1871 verbleef hij even in België en week hij uit naar de Verenigde Staten. Vijftien jaar later keerde hij, totaal ziek en verzwakt, naar Parijs terug, waar hij in 1887 stierf. Intussen had men zijn "Chants Révolutionnaires" uitgegeven. Henri Rochefort, een bekend publicist, schreef in het voorwoord dat de gedichten ontstaan waren tijdens de Commune van Parijs, toen de laatste communards, aan de Mur des Fédérés, bij het kerkhof Père-Lachaise, geëxecuteerd werden. In de bundel zat L'Internationale met de vermelding "Au citoyen Lefrançais, membre de la Commune" (Aan de burger Fransman, lid der Commune).

## Muziek
| Volksliederen van Rusland en de Sovjet-Unie | Volksliederen van Rusland en de Sovjet-Unie |
| ------------------------------------------- | ------------------------------------------- |
| (1791)                                      | Grom pobedy, razdavajsja!                   |
| 1815                                        | Gebed van de Russen                         |
| 1833                                        | God, behoed de tsaar!                       |
| 1917                                        | Arbeidersmarseillaise                       |
| 1918(±)                                     | De Internationale                           |
| 1944                                        | Volkslied van de Sovjet-Unie                |
| 1991                                        | Patriottenlied                              |
| 2000                                        | Volkslied van de Russische Federatie        |

Het lied zelf zou Eugène Pottier nooit horen. De Internationale werd aanvankelijk gezongen op de tonen van de Marseillaise, het Franse volkslied. Er zijn opnamen bewaard gebleven van De Internationale in het Russisch op de tonen van de Marseillaise tijdens de Russische Revolutie.
Pierre De Geyter zette de tekst op nieuwe muziek in 1888, een jaar na de dood van Pottier. Tekstdichter en componist hebben elkaar nooit ontmoet. De Internationale werd voor het eerst uitgevoerd op 8 juli 1888, op het jaarfeest van het syndicaat der krantenverkopers, te Rijsel (Lille). De Tweede Internationale proclameerde het in 1892 op voorstel van Vladimir Lenin en Rosa Luxemburg als officieel strijdlied.

## Vertalingen
De Internationale is in tientallen talen vertaald en wordt overal op aarde gezongen door linkse- en arbeidersbewegingen. In de loop der jaren hebben veel liedschrijvers, ieder in hun eigen taal, getracht de tekst te moderniseren. Daardoor worden in veel landen verschillende teksten gehanteerd (bijvoorbeeld in Spanje; de communisten en sociaaldemocraten hanteren ieder hun eigen versie).
De meest gebruikte Nederlandse bewerking van De Internationale is door de dichteres Henriette Roland Holst geschreven in 1900. Deze begint met

Ontwaakt, verworpenen der aarde! Ontwaakt, verdoemden in hongers sfeer!

waar het Franse origineel begint met

Debout les damnés de la terre! Debout les forçats de la faim!